# Алауддін Мухаммад
Алауддін Мухаммад — 18-й монарх Брунею. Керував країною у 1730—1737 рр. Був мудрим, справедливим і благочестивим керівником держави і за його часів країна досягла відносного процвітання.